# Ipuã (kommun)
Ipuã är en kommun i Brasilien.   Den ligger i delstaten São Paulo, i den sydöstra delen av landet, 500 km söder om huvudstaden Brasília. Antalet invånare är 14 146.
Följande samhällen finns i Ipuã:
- Ipuã

Omgivningarna runt Ipuã är en mosaik av jordbruksmark och naturlig växtlighet. Runt Ipuã är det ganska glesbefolkat, med 26 invånare per kvadratkilometer.